# Schweringen
Schweringen (plattdeutsch Swering) ist eine Gemeinde in der Samtgemeinde Grafschaft Hoya im Landkreis Nienburg/Weser in Niedersachsen.

## Geografie
Die Gemeinde Schweringen gliedert sich in die Ortschaften Schweringen, Eiße und Holtrup.

## Geschichte
Schweringen wurde erstmals 1139 in einer Urkunde des Klosters St. Pauli vor Bremen erwähnt. Dieses Kloster besaß in Holtrup und Schweringen Ländereien. Holtrup (Holthrope) und Schweringen (Sveringe) werden als frühe Siedlungen im Wesertal mit sandiger Geest und fruchtbarer Marsch erwähnt. Der Bau der Kirche wurde 1914 begonnen. Im Ersten Weltkrieg ruhte er. 1922 war die Weihe. Die alte Kapelle wurde 1958 abgerissen.
Am 1. März 1974 wurde die Nachbargemeinde Holtrup eingegliedert.

### Einwohnerentwicklung
| Jahr      | 1961 | 1970 | 1987 | 1992 | 1997 | 2002 | 2007 | 2008 | 2009 | 2010 | 2011 |
| --------- | ---- | ---- | ---- | ---- | ---- | ---- | ---- | ---- | ---- | ---- | ---- |
| Einwohner | 991  | 971  | 755  | 818  | 849  | 861  | 846  | 848  | 846  | 805  | 792  |

| Jahr      | 2012 | 2013 | 2014 | 2015 | 2016 | 2017 | 2018 | 2019 |
| --------- | ---- | ---- | ---- | ---- | ---- | ---- | ---- | ---- |
| Einwohner | 802  | 800  | 813  | 821  | 795  | 786  | 790  | 779  |

(1961: 6. Juni, 1970: 27. Mai, jeweils mit Holtrup, ab 1987 jeweils am 31. Dezember, ab 2012 jeweils am 30. Juni siehe hierzu Haushaltsplan (Seite 7))
|  |

## Politik

### Gemeinderat
Der Rat der Gemeinde Schweringen setzt sich aus neun Mitgliedern zusammen. Die Ratsmitglieder werden durch eine Kommunalwahl für jeweils fünf Jahre gewählt.
Bei der Kommunalwahl 2021 ergab sich folgende Sitzverteilung:
- Wählergemeinschaft „Wir für Schweringen“: 7 Sitze
- GRÜNE: 2 Sitz

### Bürgermeisterin
Bürgermeisterin: Elisabeth Kurowski

### Wappen
In Grün ein goldener Wellenbalken; oben ein goldenes Wagenrad, beiderseits begleitet von einem goldenen Eichenblatt, unten ein goldener Fährbuchtnachen mit Topplicht.
Für die Gemeinde Schweringen ist die Weser geographischer Mittelpunkt des beiderseits der Weser gelegenen Gemeindegebietes. Der Wellenbalken steht daher als Wappenzeichen symbolisch für die Weser. Die Fähre, ein jahrhundertealter, urkundlich erwähnter Weserübergang und bis heute in Betrieb, ist ein weiteres Wappensymbol. Dargestellt als Wappenfigur ist nicht die eigentliche Wagenfähre, sondern ein in der Fachsprache „Fährbuchtnachen“ genanntes Boot. Das Wagenrad soll Bezug auf den Haupterwerbszweig der Gemeinde nehmen, nämlich die Landwirtschaft. Außerdem sollen mit dem Rad Handwerk, Handel, Gewerbe und Verkehr symbolisiert sein.

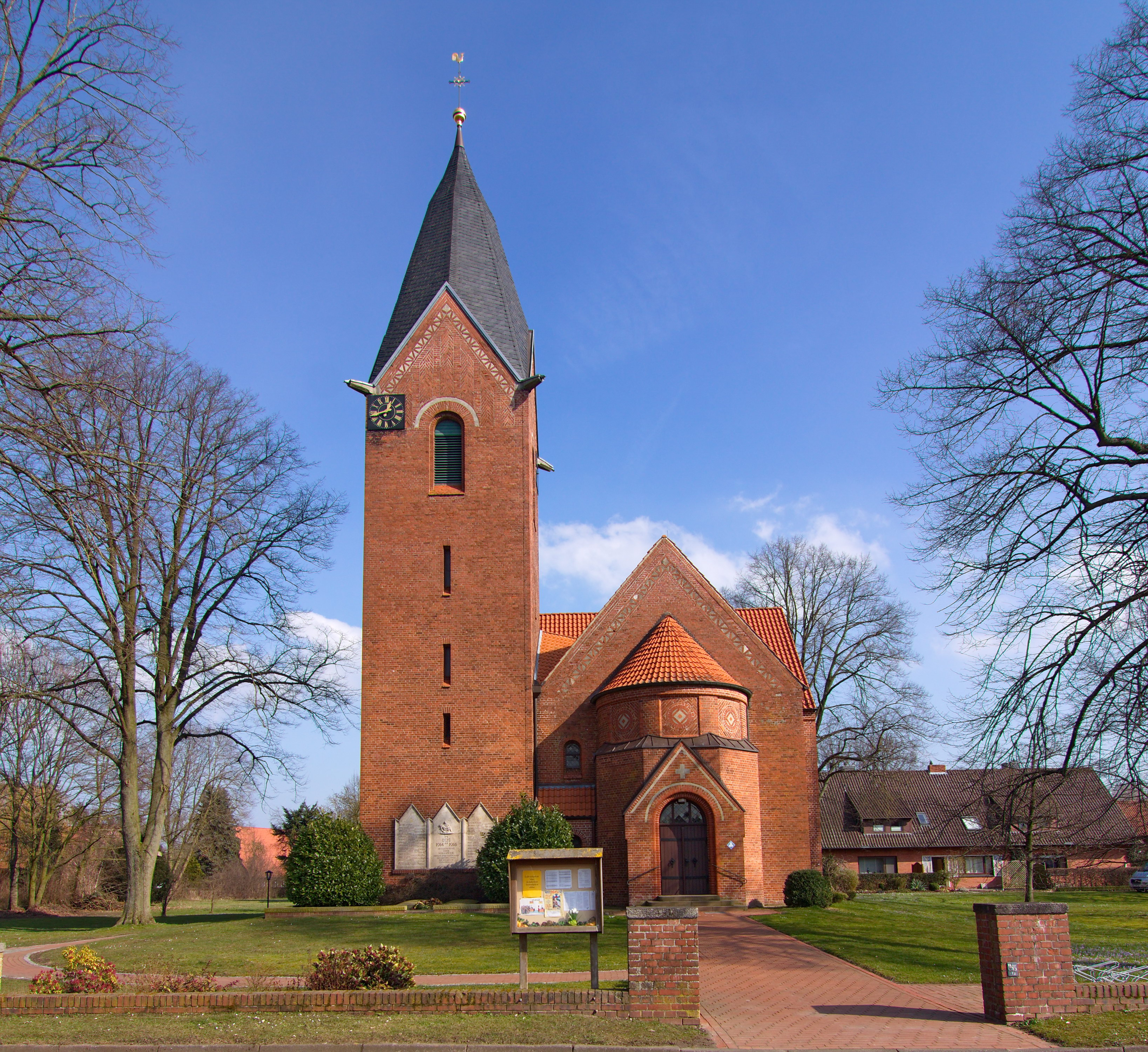
Kreuzkirche Schweringen

## Kultur und Sehenswürdigkeiten
- Ev. Kreuz-Kirche von 1934.
- Hofanlage Dorfstraße 9 vom 17. und 19. Jahrhundert.
- Wohn- und Wirtschaftsgebäude Kirchstraße 9 vom 18. Jahrhundert und die Scheune
- Wohn- und Wirtschaftsgebäude Weserstraße 2 in Fachwerk von 1818
- Die große Scheune Fehrmannstraße 1 (Schweringer Wurthscheune) in Fachwerk stammt von 1779.
- Die noch vier erhaltenen Scheunen an der Twachte stammen vom frühen 19. Jahrhundert.

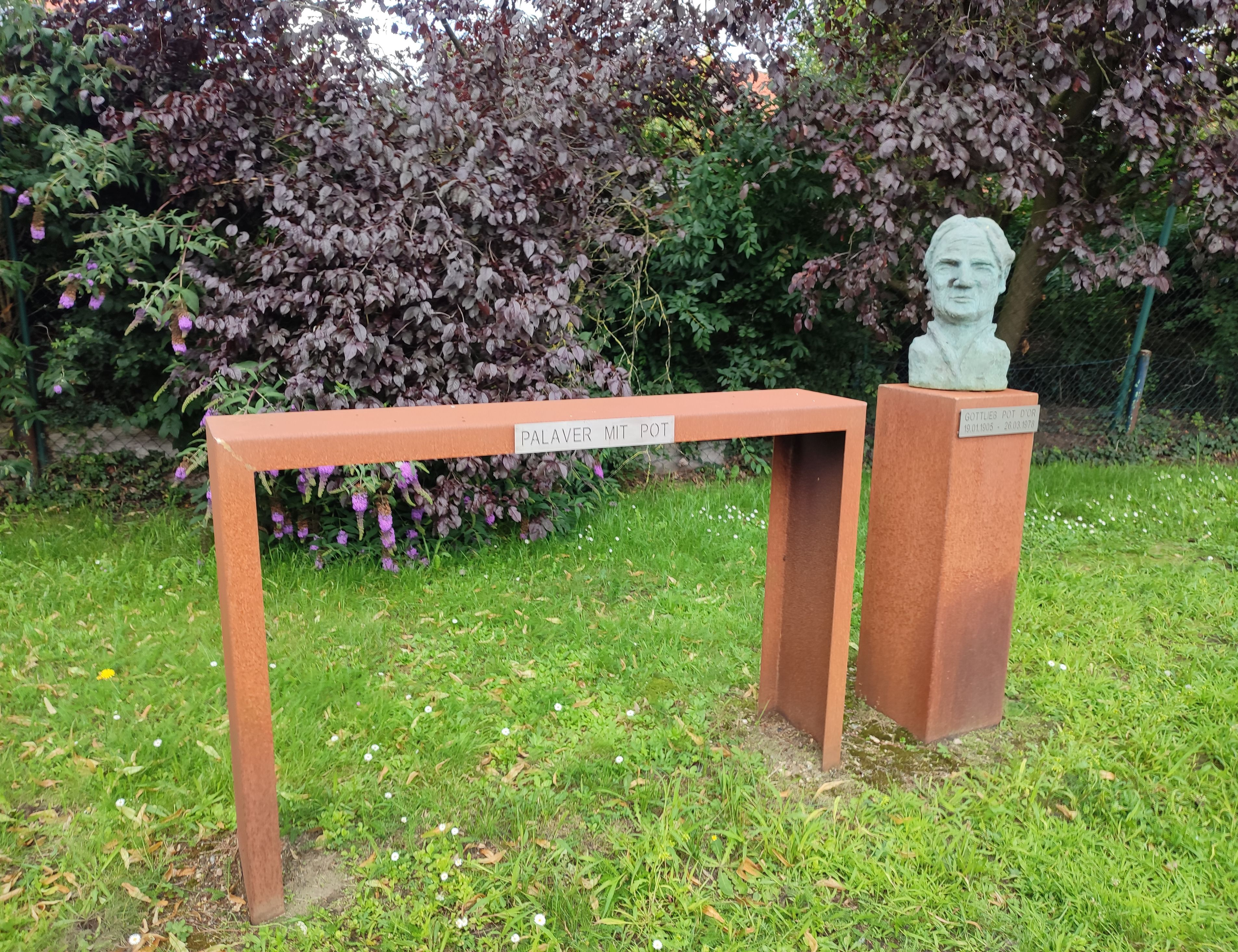
Denkmal in Form einer Bank und eine Büste von Gottlieb Pot d’Or

In öffentlich zugänglichen Gebäuden in Schweringen befinden sich sieben großflächige Kunstwerke des Schweringer Künstlers Gottlieb Pot d’Or (1905–1978). Sie stammen aus der Zeit nach dem Zweiten Weltkrieg bis zum Jahr 1977:
- Bilder aus gebranntem Ton an der Außenfassade des Schweringer Jugendheimes (Mitte 1950er Jahre)
- im Innenraum des Jugendheimes zwei große Fresken (Mitte 1950er Jahre)
- Auferstehung Christi (1968) ist ein großflächiges Mosaik aus Keramikfliesen für die Friedhofskapelle Schweringen. Es ersetzte ein in den 1930er Jahren gemaltes Wandbild
- eine großflächige Wandarbeit in der Volksbank Schweringen. Die abstrakt-figurative Komposition stammt aus den 1970er Jahren
- ein Mosaik aus Weserkieseln an der Fassade der Turnhalle in Schweringen aus dem Jahr 1977
- in der Schweringer Kirche ein Bild der Nachkriegsperiode, ein
- Ausstellung in der Heimatstube Schweringen

„Altarbild, das in Form eines Triptychons aufgebaut ist und in expressionistisch-realistischer Manier die Kreuzigung Christi vor dem Hintergrund des tosenden und chaotischen Kriegs- und Weltgeschehens als ein beeindruckendes Zeugnis menschlichen Leidens“

## NS-Glocke in der Schweringer Kirche
Im September 2017 wurde bekannt, dass sich im Glockenturm der Schweringer Kirche eine Glocke mit einem ca. 30 cm großen Hakenkreuz sowie der Inschrift „Aus Not und aus Nacht ist Deutschland erwacht dies Kreuz gab Gelingen half Zwietracht bezwingen Dank sei dir Gott“ befindet. Die Glocke war 1934 im Turm aufgehängt worden. Nach 1945 wurde die Glocke dort belassen.
Das Geläut wurde bis auf Weiteres stillgelegt. Nach kontroversen Diskussionen beschloss der Kirchenvorstand im März 2018 trotz eines Angebotes der Landeskirche Hannovers zur Übernahme der Kosten für einen Ersatz die Wiederingebrauchnahme der Glocke mit dem nationalsozialistischen Symbol und Text.
Im März 2018 haben Unbekannte das Hakenkreuz und den Teil der Inschrift „dies Kreuz gab Gelingen half Zwietracht bezwingen“ von der Glocke abgeschliffen. In einem Bekennerschreiben mit der Überschrift „Frühjahrsputz 2018“ hieß es, man wolle „nicht einfach zusehen, wie das Dorf auf eine Spaltung zu rennt. Deshalb wurden Tatsachen geschaffen“. Nach längerer Diskussion wurde beschlossen, die Glocke zu entwidmen, künstlerisch zu überarbeiten und dann wieder neu einzuweihen.
Die 2020 überarbeitete Glocke erhielt auf den abgeschliffenen Teil den Bibelvers: „Mt 16,26: Was hülfe es dem Menschen, wenn er die ganze Welt gewönne und nähme doch Schaden an seiner Seele?“ Vor der Kirche steht ein sogenanntes „Hörmal“, in dem die Hohlform der Glocke eingelassen ist. Darauf steht ein Zitat Dietrich Bonhoeffers: „Vergebung ist ohne Anfang und Ende“. In der Kirche ist mit einer Infowand die Geschichte der Glocke dokumentiert. Am Pfingstsonntag 2020 wurde die Glocke neu geweiht.

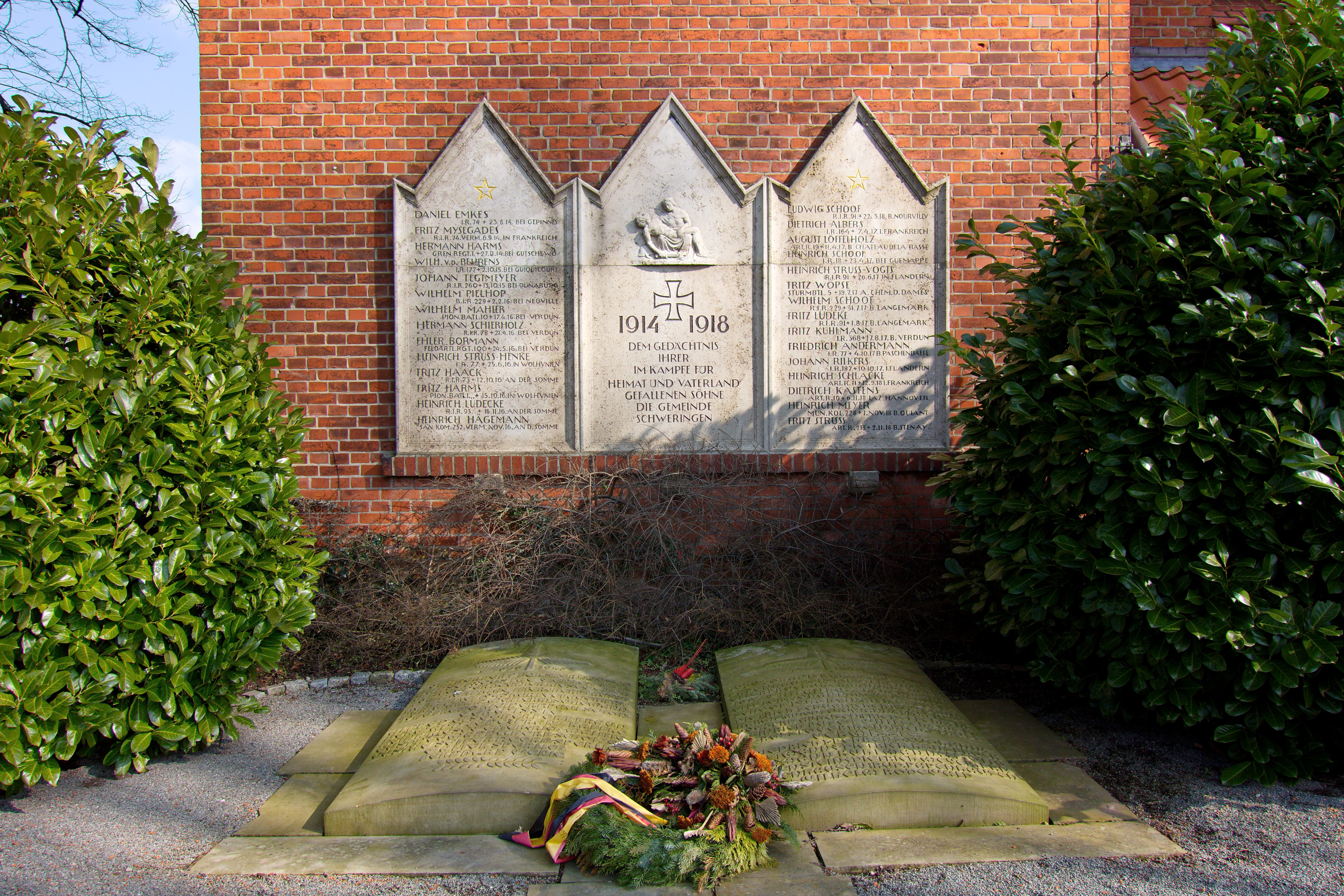
Kriegerdenkmal an der Kreuzkirche
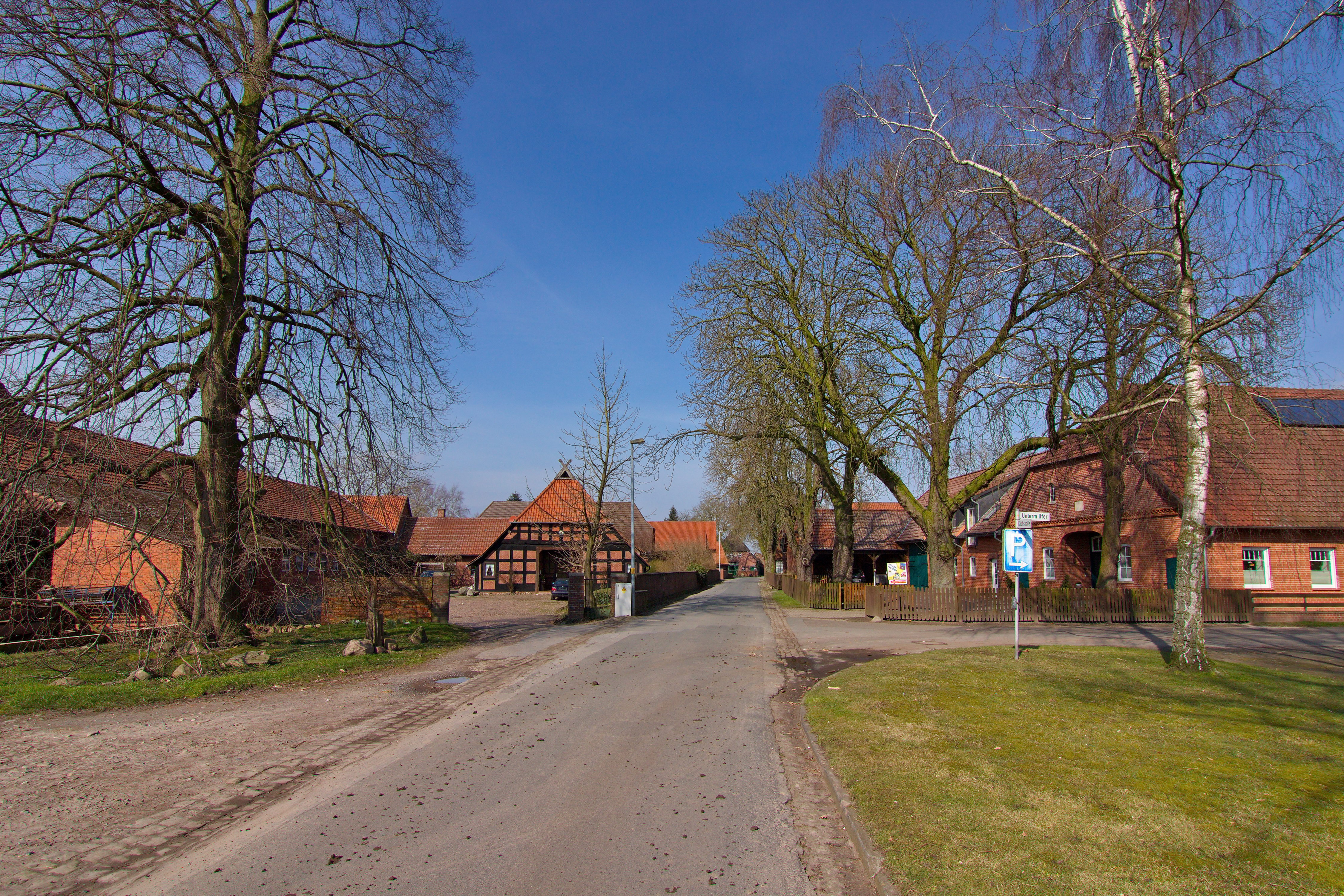
Ortsblick
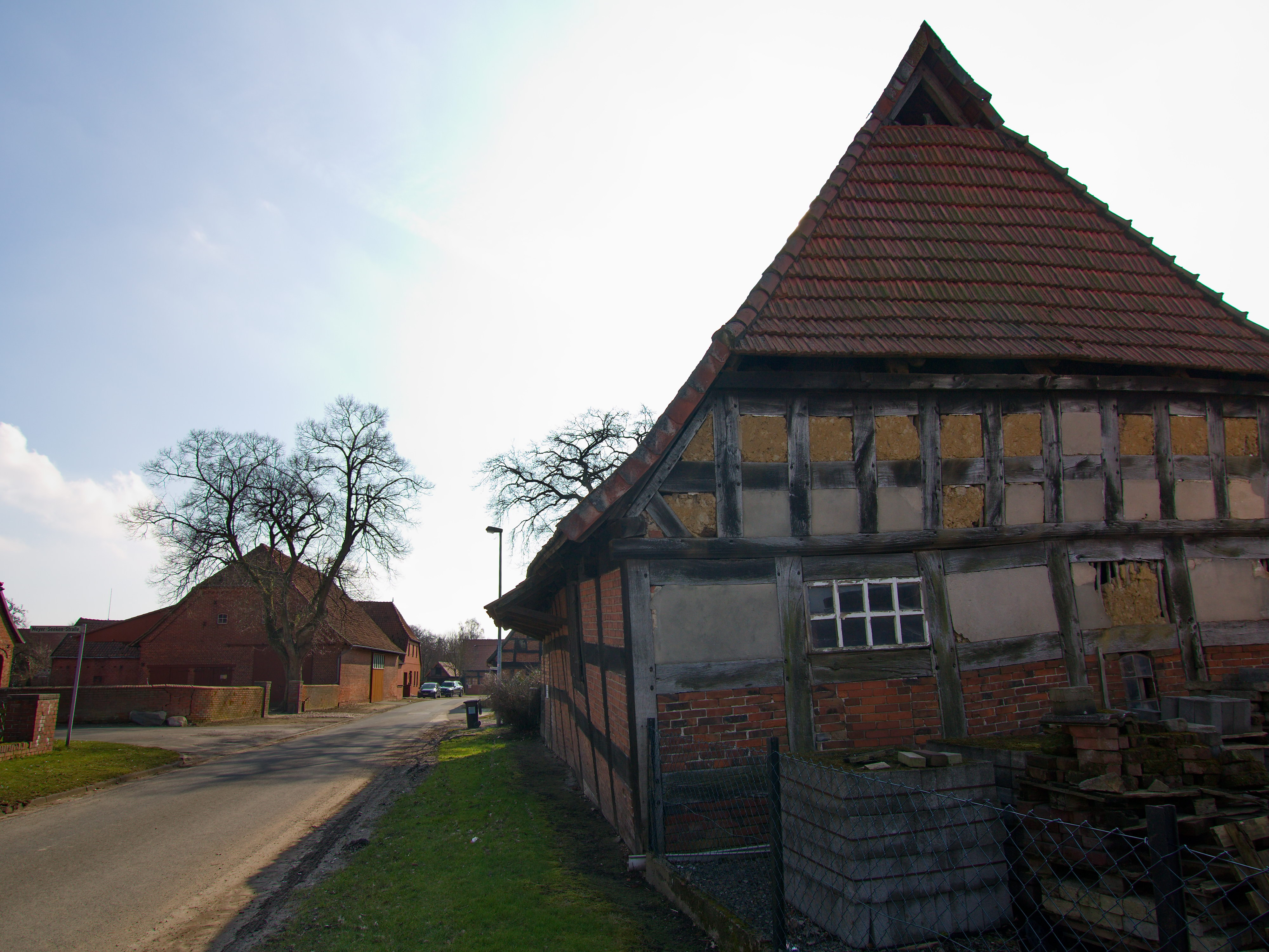
Fachwerk in Schweringen

## Schweringer Fähre

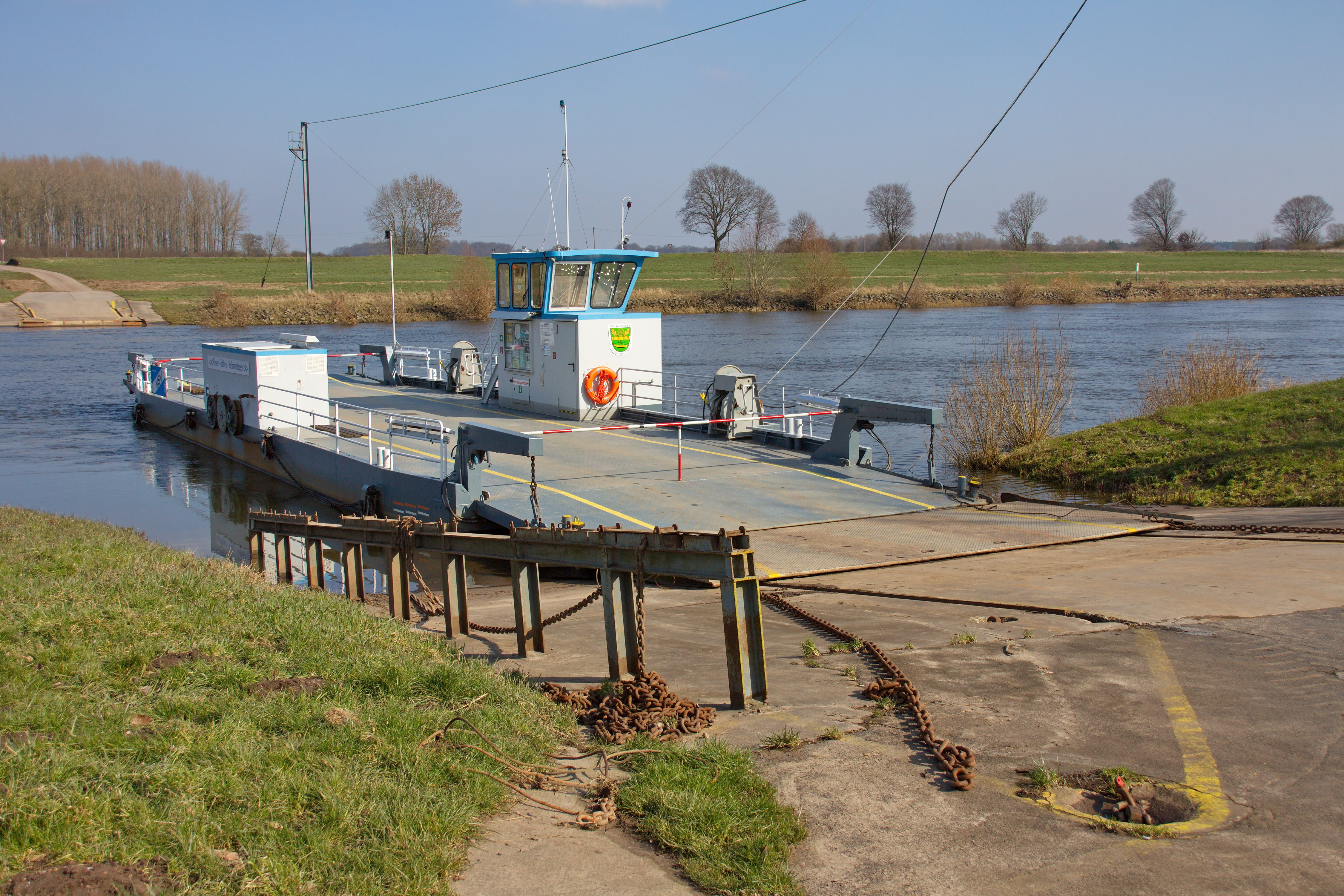
Weserfähre Schweringen–Gandesbergen

Der Ort verfügt über die letzte Weserfähre im gesamten Mittelweser-Bereich. Sie verbindet den Ort mit dem östlichen Weserufer und wird seit 2018 vom Traditionsverein Schweringer Fähre betrieben. Weiteres Anliegen des Vereins ist die geschichtliche Aufarbeitung des Fährbetriebs zwischen Schweringen und Gandesbergen. Dort, am gegenüberliegenden Ufer,   liegen über 300 ha fruchtbaren Weide- und Ackerlandes, die zur Gemarkung Schweringen gehören. Die beim der Fähre nächstgelegenen Ort Gandesbergen stehenden Altwasser („Alte Weser“) deuten darauf hin, dass zu früheren Zeiten der Fluss weiter östlich verlief und die Schweringer durch einen sich ändernden Weserverlauf von ihren Flächen abgetrennt wurden, die sie danach mit der Fähre erreichten. Eine Fährverbindung an dieser Stelle ist erstmalig 1583 urkundlich erwähnt.
Die 1948 bei der AG Weser gebaute 17 Meter lange Fähre hatte eine Tragkraft von 13,8 t und war eine am Längsseil geführte Gierseilfähre. Sie wurde 1999 durch eine bei der Schiffswerft Hermann Barthel in Derben/Elbe gebaute Hochseilfähre mit Kettenantrieb, Tragkraft 45 t, ersetzt. Die neue Fähre ist 20 Meter lang und wurde 2011 von Diesel- auf Elektroantrieb umgerüstet. Der Betrieb wird durch ehrenamtliche Schweringer Bürger gewährleistet, die dafür sowohl eine eigens dafür vom Wasserstraßen- und Schifffahrtsamt Minden ausgearbeitete Ausbildung absolviert, als auch den Sportbootführerschein und das Funkzeugnis UBI erworben haben.

## Persönlichkeiten
- Gottlieb Pot d’Or (* 1905 in Bremen; † 1978 in Schweringen), Maler und Grafiker, lebte und arbeitete von 1932 bis zu seinem Tod in Schweringen. Zahlreiche Wandbilder und großflächige Mosaiken in und an öffentlichen Gebäuden stammen von ihm.
- Helga Nordhausen (* 1929, † 2012), Autorin, die vor allem in Plattdeutsch schrieb, lebte im Ortsteil Eiße
- Tomas Cramer (* 1967), Autor von Kriminalromanen, Jugend- und Sachbüchern, lebt seit 1991 in Schweringen